# Paracelsusstraße 12 (Magdeburg)

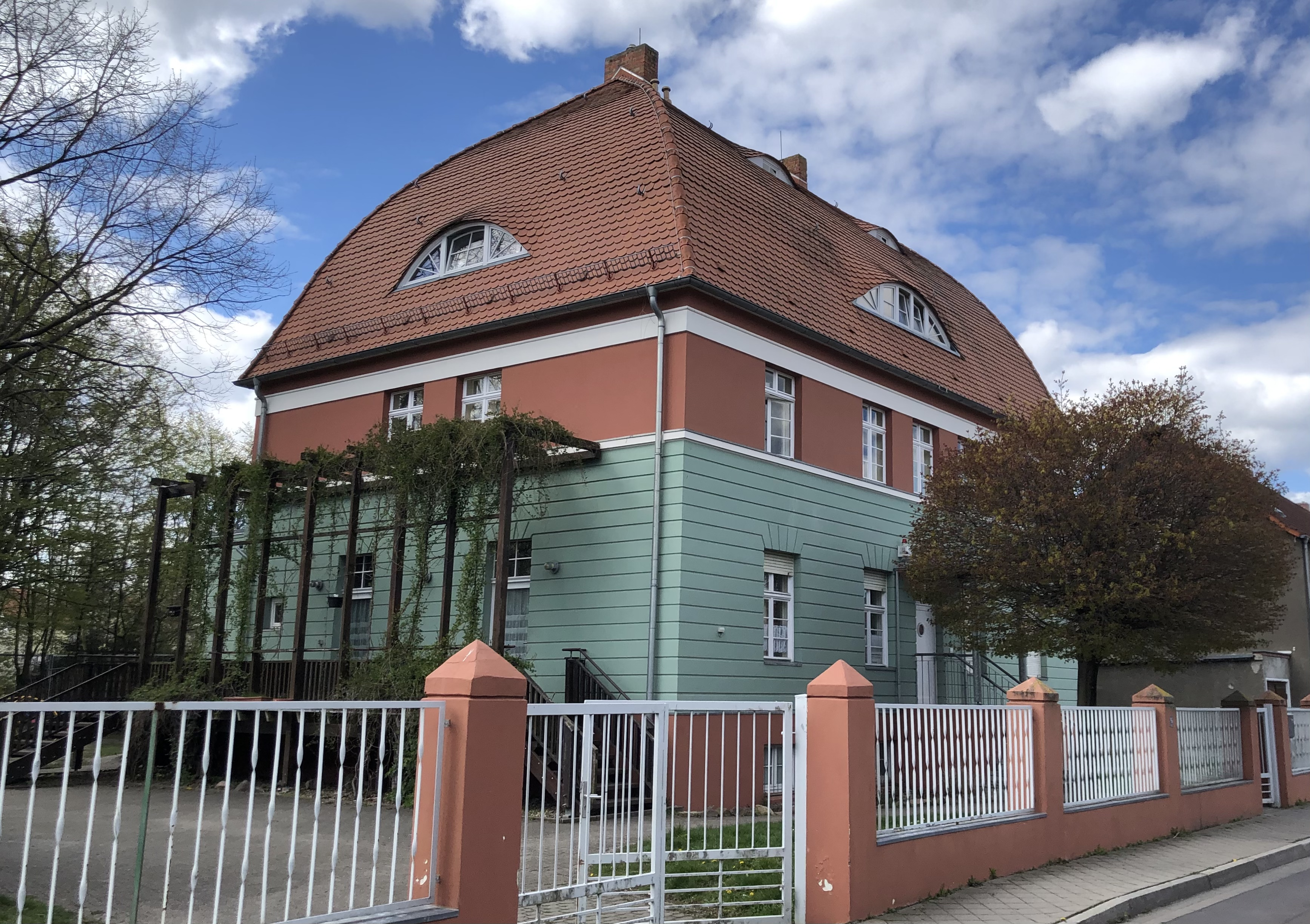
Paracelsusstraße 12 im Jahr 2021

Das Gebäude Paracelsusstraße 12 ist ein denkmalgeschütztes Wohnhaus in Magdeburg in Sachsen-Anhalt.

## Lage
Das Wohnhaus befindet sich auf der Südseite der Paracelsusstraße im Magdeburger Stadtteil Reform.

## Architektur und Geschichte
Das in seiner Gestaltung an eine Villa erinnernde zweigeschossige verputzte repräsentative Mehrfamilienhaus entstand im Jahr 1922 nach einem Entwurf des Architekten Paul Dobert. Es ist Bestandteil der ab 1909 errichteten ehemaligen Siedlung der Werksbeamten des Krupp-Gruson-Werkes. Die Gestaltung orientiert sich am Heimatstil. Der Bau verfügt über ein hohes Souterrain, die Putzgliederung der Fassade ist im Stil des Neoklassizismus gehalten, die Farbgebung wechselt horizontal zwischen lindgrün und rot. Die Farbgebung macht das Gebäude zu einem Beispiel der besonders farbig gestalteten Architektur in Magdeburg in der Zeit des Stadtbaurats Bruno Taut. Besonders markant ist das auffällig geschweifte Walmdach.
Im örtlichen Denkmalverzeichnis ist das Wohnhaus unter der Erfassungsnummer 094 71172 als Baudenkmal verzeichnet. Vor einer Umnummerierung hatte das Gebäude die Hausnummer 1a.
Das Gebäude gilt als weitgehend in seiner bauzeitlichen Form erhaltener Teil der Beamtensiedlung und städtebaulich, im Zusammenhang mit benachbarter, ebenfalls von Dobert entworfenen Bauten, bemerkenswert. Außerdem ist es ein Zeugnis für die Wohnverhältnisse und Werks Werkswohnungen leitender Angestellter zur Bauzeit. Es bildet einen besonderen Kontrast zur unmittelbar westlich angrenzenden Bebauung der von Taut entworfenen modernen Reihenhaussiedlung Siedlung Reform.